# Moraea elsiae
Moraea elsiae är en irisväxtart som beskrevs av Peter Goldblatt. Moraea elsiae ingår i släktet Moraea och familjen irisväxter. Inga underarter finns listade i Catalogue of Life.